# Johan Fougt
Johan Fougt, född 13 maj 1721 i Torneå, död 6 januari 1798 i Nora socken i Ångermanland, var en svensk präst.
Fougt blev i september 1734 inskriven som student vid Uppsala universitet, där han 1746 promoverades till filosofie magister under Johan Ihres presidium. Han prästvigdes i september 1747 till adjunkt åt sin far Abraham Fougt, som var kyrkoherde i Nedertorneå församling. Fougt, som behärskade både finska och samiska, åtföljde 1751 biskop Olof Kiörning på visitationsresa i Lappmarken, då han fungerade som notarie.  I juni 1757 blev Fougt rektor i Torneå skola. Efter pastoralexamen i juni 1767 sökte han tjänsten efter sin far men fick den ej. I stället utnämndes han till hovpredikant. I februari 1769 utnämndes han emellertid till kyrkoherde i Nora församling som varit utan kyrkoherde efter Erik Ulanders död 1766. Fougt tillträdde samma år. I mars 1776 utnämndes han till honorärprost och i januari 1781 till kontraktsprost.
Fougt var son till prosten Abraham Fougt i Torneå och sonson till guldsmeden Johan Fougt i Härnösand. Han gifte sig 1760 med Hebla Mathesius, som var dotter till prosten Petter Niclas Mathesius i Pyhäjoki i Österbotten och Brita Kiemmer samt syster till kyrkoherden Bengt Zimmermans hustru. Av makarna Fougts barn kan nämnas Petter Abraham Fougt som var lantmätare och kronobefallningsman i Umeå socken, Brita Fougt som var gift med komminister Sven Sjölund i Häggdångers församling, Gustaf Fougt som var lantmätare i Nora socken och Maria Fougt som var gift med sin kusin köpmannen Zephanias Westzynthius i Alicante, sist verksam som generalkonsul i Livorno.